# Chapi Chapo
Chapi Chapo est une série télévisée d'animation française en soixante épisodes de 5 minutes, créée par Italo Bettiol et Stefano Lonati et diffusée à partir du 16 octobre 1974 sur la première chaîne de l'ORTF.
Au Québec, elle est diffusée à partir de janvier 1978 à Radio-Québec et rediffusée dès septembre 1985 sur TVJQ.

## Synopsis
Destinée aux jeunes enfants, cette série met en scène deux marionnettes animées, Chapi (la fille) et Chapo (le garçon), deux petites créatures enfantines vêtus d'une combinaison et coiffés d'un grand chapeau (de couleur rouge pour Chapi, bleu pour Chapo).
Les deux protagonistes évoluent dans un décor imaginaire et merveilleux composé de cubes multicolores de toutes les tailles. Dans chaque épisode, Chapi et Chapo doivent résoudre un problème auquel ils sont confrontés.
Au cours de leur aventures trépidantes, les deux personnages s'expriment dans une sorte de babillement incompréhensible, à l'image de celui des bébés. Chaque épisode se termine par une danse des deux personnages.

## Fiche technique
- Musique : François de Roubaix
- Paroles du générique : Charles Level
- Réalisateur : Italo Bettiol et Stefano Lonati
- Montage : Françoise Bettiol
- Direction de production : Nicole Pichon
- Décors : Jérôme Colin

## Épisodes
1. La Tapisserie
2. Le Rangement
3. Les Fleurs
4. Le Ver à soie
5. La Cage
6. Les Bateaux
7. Le Jet d'eau
8. Le Potager
9. L'Étoile
10. Le Cube espiègle
11. Le Bonhomme de neige
12. Do ré mi
13. La Course d'autos
14. Le Diablotin
15. La Fée
16. La Balance
17. Le Cube magique
18. La Corrida
19. Le Mouton
20. Saut en hauteur
21. Le Pantin
22. Le Nuage
23. L'Hippopotame
24. La Balançoire
25. La Lecture
26. Le Phoque
27. La Baguette magique
28. Les Patins à roulettes
29. Le Gâteau
30. Le Lapin
31. La Gymnastique
32. Le Martien
33. La Perruque
34. Cache-cache
35. Le Nid
36. Le Cerf-volant
37. Jeu de cubes
38. La Danse des cubes
39. L'Épouvantail
40. La Tortue et l'Escargot
41. Le Trésor
42. La Multiplication
43. Jeu de Martien
44. Le Puzzle
45. Le Repas
46. La Pyramide
47. Le Lion
48. Le Chien
49. La Promenade du chien
50. Jeu de phoques
51. La Peau de lion
52. Les Œufs
53. Les Cris d'animaux
54. L'Arbre
55. Le Dompteur
56. Le Théâtre
57. Le Robot
58. Le Funambule
59. L'Avion
60. Le Train

## Générique musical
Les paroles de l'indicatif musical de l'émission ont été écrites par Charles Level ; la musique est de François de Roubaix,. Le générique est chanté par Linette Lemercier.

## Produits dérivés

### Livres
1. L'Étoile[7] (ISBN 978-2-205-00959-0)
2. La Tapisserie[8] (ISBN 978-2-205-00960-6)
3. Le bonhomme de neige[9] (ISBN 978-2-205-00961-3)
4. La Fée[10] (ISBN 978-2-205-00962-0)
5. Le Potager[11] (ISBN 978-2-205-00963-7)
6. Le Mouton[12] (ISBN 978-2-205-00964-4)
7. La Cage[13] (ISBN 978-2-205-00965-1)
8. La Corrida[14] (ISBN 978-2-205-00966-8)
9. L'Épouvantail[15] (ISBN 978-2-205-00967-5)
10. La Perruque[16] (ISBN 978-2-205-00969-9)
11. Le Nid[17] (ISBN 978-2-205-00968-2)
12. Le Martien[18] (ISBN 978-2-205-00970-5)
13. Le Puzzle[19] (ISBN 978-2-205-01048-0)
14. Le Théâtre[20] (ISBN 978-2-205-01049-7)
15. La Tortue et l'Escargot[21] (ISBN 978-2-205-01050-3)
16. Le Robot[22] (ISBN 978-2-205-01051-0)
17. L'Œuf[23] (ISBN 978-2-205-01052-7)
18. Le Repas[24] (ISBN 2-205-01053-0)
19. La Peau de lion[25] (ISBN 978-2-205-01054-1)
20. Le Train[26] (ISBN 978-2-205-01055-8)
21. La Promenade du chien[27] (ISBN 978-2-205-01056-5)
22. La Balançoire[28] (ISBN 2-205-01057-3)
23. L'Avion[29] (ISBN 978-2-205-01058-9)
24. L'Arbre[30] (ISBN 978-2-205-01059-6)

## Dans la culture populaire

### Musique
- En 2007, la chanteuse suédoise Robyn et Andreas Kleerup enregistrent un titre appelé With Every Heartbeat, dont le clip vidéo est très largement inspiré de la série.
- Depuis 2003, le musicien caché sous le pseudonyme Chapi Chapo et les petites musiques de pluie rend hommage au compositeur François de Roubaix en créant une musique faite à partir de jouets anciens, sur des mélodies enfantines. À ce jour, cinq disques sont sortis.